# 広戸聡
広戸 聡（ひろと さとし、1956年1月23日 - ）は、日本の俳優。
身長165cm。島根県出身。東京都立大学卒業後、1978年、秋田雨雀・土方与志記念青年劇場付属養成所卒業、同年入団。青年劇場所属。

## 主な作品

### 舞台
- 「サラエヴォのゴドー」広島友好＝作、松波喬介＝演出　（ディディー）
- 「銃口―教師・北森竜太の青春―」 三浦綾子＝原作、布勢博一＝脚本、堀口始＝演出（坂部久哉、木下悟）
- 「悪魔のハレルヤ」ジェームス三木＝作・演出（ガンジー）
- 「晩春騒夜」円地文子＝作、松波喬介＝演出（譲）
- 「藪の中から龍之介」篠原久美子＝作、原田一樹＝上演台本・演出（猿／久板卯之助）
- 「結の風らぷそでぃ」高橋正圀＝作、松波喬介＝演出（青木一郎）
- 「臨界幻想2011」ふじたあさや＝作・演出（岡村文哉／茂木正常／上坂昇／防護服の男）
- 「十二夜」ウィリアム・シェークスピア＝作、小田島雄志＝訳、松波喬介＝演出（フェステ）
- 「怒濤」森本薫＝作、ふじたあさや＝演出（相良知安／町の人々）
- 「みすてられた島」中津留章仁＝作・演出（鳴海耕造）
- 「動員挿話／骸骨の舞跳」岸田國士＝作、秋田雨雀＝作、大谷賢治郎＝演出（老人）
- 「雲ヲ掴ム」中津留章仁＝作・演出（飯島究）
- 「郡上の立百姓」こばやしひろし＝作、藤井ごう＝演出（才次郎）
- 「分岐点～ぼくらの黎明期」中津留章仁＝作・演出（近藤康光）
- 「宣伝」高田保＝作、大谷賢治郎＝演出（俳優／労働者／太田）
- 「もう一人のヒト」飯沢匡＝作、藤井ごう＝演出（佐藤）
- 「あの夏の絵」福山啓子＝作・演出（白井勝利）
- 新国立劇場「涙の谷、銀河の丘」松田正隆＝作、栗山民也＝演出（浦上の人々）
- 韓国現代戯曲ドラマリーディングVol.3「山火」車凡錫＝作、木村典子＝訳、石澤秀二＝演出（隊長／兵士）
- 「深い森のほとりで」福山啓子＝作・演出（本田隆一郎）[1]

### テレビドラマ
- 2010年 NHK連続テレビ小説「ゲゲゲの女房」 - 喫茶店マスター 役《方言指導も》
- 2017年 TBS「コウノドリ」（方言指導）

### 映画
- ドキュメンタリー映画「赤貧洗うがごとき」（ナレーション）

### CM
- 東京海上日動「ビジネス総合保険制度」（方言指導）